# Crotalarieae
Crotalarieae là một tông thực vật có hoa thuộc họ Fabaceae. Tông này gồm các chi:
- Aspalathus L.
- Bolusia Benth.
- Calobota Eckl. & Zeyh.[4]
- Crotalaria L.
- Lebeckia  Thunb.
- Lotononis (DC.) Eckl. & Zeyh.
- Pearsonia Dummer
- Rafnia Thunb.
- Robynsiophyton R.Wilczek
- Rothia Pers.
- Spartidium Pomel
- Wiborgia Thunb.
- Wiborgiella Boatwr. & B.-E. van Wyk[4]

## Hình ảnh

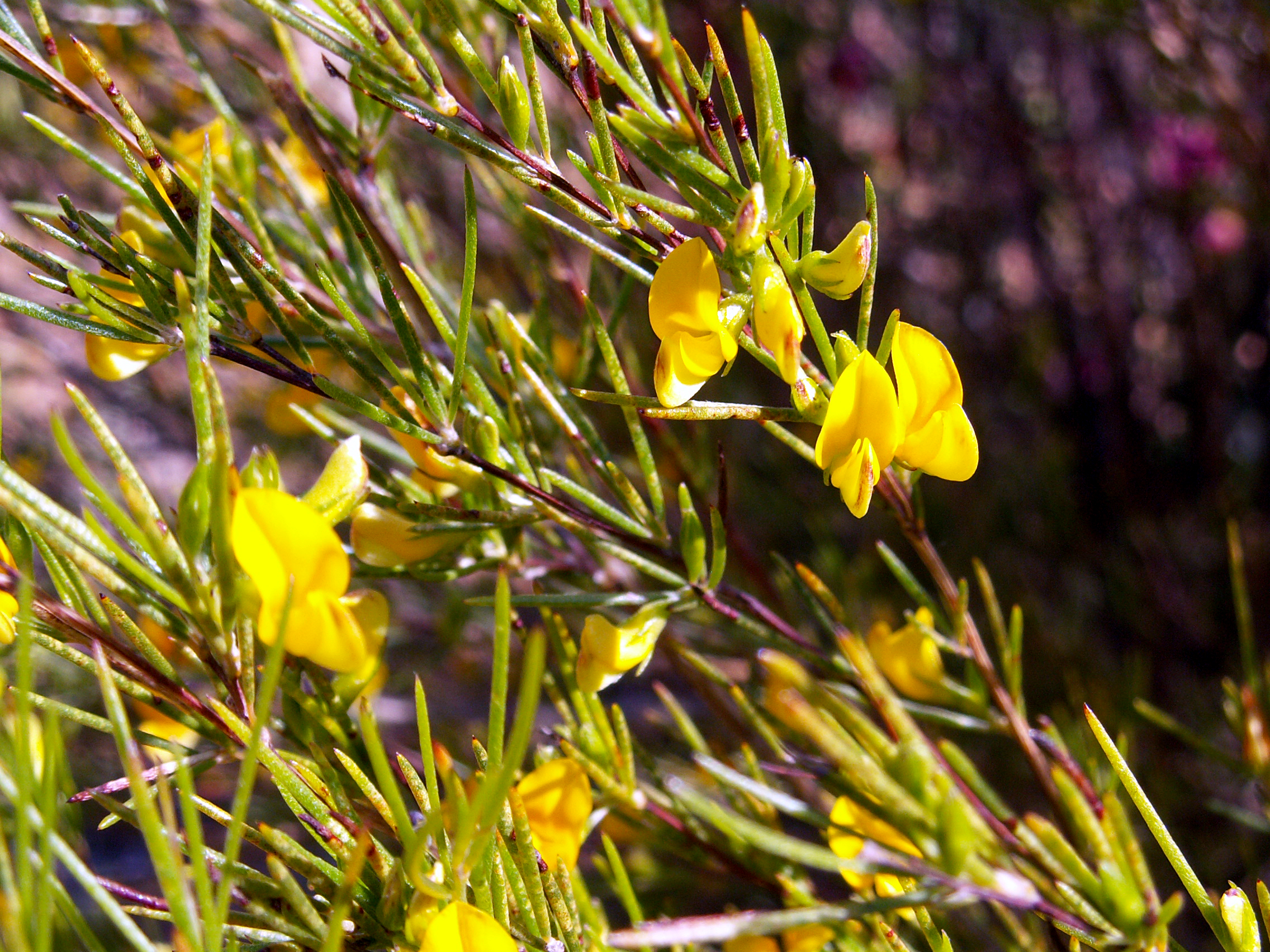